# نقص فيتامين ك
نقص فيتامين ك هو شكل من أشكال النقص أو العوز الفيتاميني (بالإنجليزية:  avitaminosis)‏ الناتجة عن عدم كفاية فيتامين ك1 أو فيتامين ك2 أو كليهما.

## العلامات والأعراض
وتشمل أعراض كدمات، نمشات، القيلة، ناز الدم في مواقع الجراحية أو ثقب، وآلام المعدة، وخطر النزيف الهائل غير المنضبط. تكلس الغضاريف. وتشوه شديد في تطوير العظام أو ترسب الأملاح الكالسيوم غير قابلة للذوبان في جدران الشرايين. عند الرضع، يمكن أن تسبب بعض العيوب الخلقية مثل الوجه المتخلف، والأنف، والعظام، والأصابع. 
يتم تحويل فيتامين K إلى شكله النشط في الكبد عن طريق اختزال انزيم الايبوكسيد. ثم يتم تنشيط فيتامين K ل الكربوكسيل غاما الذي بدوره ينشط بعض الانزيمات المسؤوله عن تنشيط عوامل التجلط (بالإنجليزية: coagulation factors)‏ : العامل الثاني والسابع والتاسع والعاشر، وبروتين سي والبروتين S. عدم القدرة على تفعيل شلال التخثر (بالإنجليزية: clotting cascade)‏ عن طريق هذه العوامل يؤدي إلى أعراض النزيف المذكورة أعلاه.
عندما يقوم شخص ما يعاني من نقص فيتامين ك بعمل فحص تُظهر قيم الفحص ارتفاعا ملحوظا في وقت البروثرومبين ولكن نسبيا يكون وقت الثرومبوبلاستين طبيعيا أو شبه مرتفع. قد يدل هذا أن نقصه يؤدي إلى انخفاض النشاط في العوامل على حد سواء.

## أسباب نقصه
قد يحدث نقص للفيتامين بسبب مشكلة في عملية امتصاصه في الأمعاء مثل انسداد بالقناة الصفراوية (بالإنجليزية: قناة الصفراء)‏، أو عن طريق تناول عقار له تاثير عكسي مثل الوارفارين (بالإنجليزية: warafin)‏ ، أو، في حالات نادرة جدا نتيجه لسوء التغذية.

## تأثيراته الإيجابية
ميناكينون (فيتامين K2) يرتبط تناوله مع انخفاض خطر الوفاة بسبب أمراض الشرايين التاجية.

## اقرا أيضا
- Cees، Vermeer (2012). "Vitamin K: the effect on health beyond coagulation an overview" (PDF). PMC:3321262. اطلع عليه بتاريخ 2016. {{استشهاد بدورية محكمة}}: الاستشهاد بدورية محكمة يطلب |دورية محكمة= (مساعدة) وتحقق من التاريخ في: |تاريخ الوصول= (مساعدة)